# Hans Steinacher
 Hans Steinacher  (* 22. maj 1892 v Plajberku pri Beljaku  na Koroškem;  †  10. januar  1971 v Žitari vasi)  je bil nemškonacionalni, nacistični in populistični koroški politik ter eden od voditeljev nemško-nacionalne strani v bojih za Koroško po 1. svetovni vojni.   Kot gonilna sila Koroškega Heimatdiensta  je bil soudeležen v številnih pogajanjih o meji , bil aktiven v  ponemčevalni šolski organizaciji  Deutschen Schulverein „Südmark“ , predvsem pa se je angažiral v vodstvu Združenja za nemške  kulturne odnose v inozemstvu, ki je bilo upravljano neposredno iz Berlina in služilo kot nacistična  fasada za organiziranje nemških iredentistov  v Vzhodni Evropi od Poljske in Češke  do Jugoslavije.  
Tako Steinacherjeve lastne izjave  ( „Že leta 1933 sem se v Avstriji dal na razpolago stranki (NSDAP) “),  njegove  odlične zveze v Berlinu za časa Tretjega Rajha ,   in  opisi njegovih političnih nasprotnikov  (na primer  „In še en vojni zločinec na prostosti “)  ga profilirajo kot zelo pomembnega  in vplivnega  nemško-koroškega  nacista. 

## Življenje in delo
Steinacher je odrastel v  evangeličanski  nemško-koroški družini v Plajberku pri Beljaku (nemško Bad Bleiberg).  Okolica, v kateri je odraščal, je bila tradicionalno velikonemško usmerjena in Steinacher se je v njej kmalu navzel pangermanskih idej, ki so želele odpraviti večnarodno Avstro-Ogrsko  in jo nadomestiti z eno-nacionalno, izključno nemško državo, ki bi zavzemala največje možno ozemlje v Srednji Evropi. Kot mladenič je prejel štipendijo za obisk leta 1867 ustanovljenega nemškega evangeličanskega učiteljišča  v današnji Bielsko-Biali v Šleziji.   Tam se je prvič seznanil z nekaterimi ekskluzivističnimi nemškimi svetovnimi nazori. Postal je član v Avstro-Ogrski prepovedanega nemškega nacionalnega fantovskega združenja Gothia,  , ki je bilo usmerjeno izrazito antisemitsko in protikatoliško in  katerega geslo je bilo  „Brez Jude in brez Rima bo zgrajen Germanijin prestol “ (Ohne Juda, ohne Rom, wird gebaut Germanias Thron) . Po lastnih besedah je takrat prišel do „spoznanja o edinstvenosti nemškega ljudstva v primerjavi z drugimi narodi“,  ki je tudi v njemu samem vzbudilo „nezmotljiv občutek o nadmoči Nemca“   in ga razvilo v „zvestega in na žrtve pripravljenega patriota svoje nemškega ljudstva“.
Tako utemeljen v velikonemški ideologiji je učitelj Steinacher sprejel svojo prvo službo na  Južnem Tirolskem, kjer je nemudoma začel delovati proti  „grozeči lahonizaciji“. Ljudski  boj za nemštvo je zanj pomenil  „obrambo pred 'uničujočim' delovanjem Slovanov in Romanov“.
Leta 1914, ob začetku 1. svetovne vojne,  se je Steinacher javil kot prostovoljec v vojsko Avstro-Ogrske monarhije, do leta 1917 napredoval v nadporočnika in prejel tudi odlikovanje za hrabrost. Po koncu vojne se je popolnoma posvetil Koroški, od katere se je želel odcepiti njen južni, s Koroškimi Slovenci naseljeni del. Na njegovo pobudo  so bile takrat na Koroškem vzpostavljene nekatere ključne organizacije nemško-nacionalnih krogov, ki so z vsiljenimi oboroženimi spopadi  osvoboditev Južne Koroške zavlekli ravno dovolj dolgo, da so antantni zavezniki za območje razpisali plebiscit, ki ga je nato Avstrija ob veliki pristranskosti  mednarodne komisije in mnogih nepravilnostih tudi dobila.  Po dobljenem  plebiscitu so nemško-nacionalni krogi na Koroškem začeli Steinacherja slaviti kot enega od „vodilnih borcev za svobodo Koroške“ , kakor tudi kot  „duhovni motor“ obrambe domovine.   Za uspešno pripravo in dobro izvedbo plebiscita si je Steinacher med nemško-nacionalnimi Korošci prislužil celo sloves  „velikega sina Koroške“,  čeprav je iz njegovih lastnih izjav očitno, da je šlo pri tem boju veliko manj za samo Koroško, veliko več  pa za nemštvo, ki je bilo njegov edini resnični cilj : 
“Vedno sem s popolno jasnostjo razumel, da se plebiscitni boj na Koroškem nikoli ni vodil za priključitev območja k Avstriji, temveč s ciljem zagotovitve velikonemške prihodnosti.“ 
Po koroškem plebiscitu se je Steinacher nemudoma angažiral še v celi vrsti podobnih obmejnih sporov, kjer je šlo za – po njegovem mnenju – meje bodoče Velike Nemčije. 
Poleg svojih obmejnih aktivnosti se je Steinacher leta 1922 vpisal še na Univerzo v Frankfurtu in po samo šestih semestrih leta 1925 doktoriral  iz državniških in gospodarskih znanosti.  Za kratek čas je prevzel vodenje ponemčevalne šolske ustanove  Deutscher Schulverein „Südmark“  , nato pa do leta 1930 deloval v Frankfurtu kot referent za mejna področja v takratnem pruskem notranjem ministrstvu, kot gospodarski svetovalec za nemške narodne skupnosti v inozemstvu, kot kontaktna oseba pri avstrijskem gibanju za Anschluss , poleg tega pa je opravljal tudi  poluradno funkcijo v ustanovi, ki je volksdeutscherjem v inozemstvu ponujala finančno in propagandistično pomoč.   Aprila 1933 je postal vodja Ljudske zveze za nemštvo v inozemstvu (Volksbund für das Deutschtum in Ausland, oziroma VDA). 
Le en mesec po prevzemu vodenja organizacije, maja 1933, je Steinacher v delovanje VDA vpeljal rasne principe, po katerih so lahko postali člani organizacije le „izvorni Nemci “ (Deutschstämmigen) ;  istega leta je razglasil Hitlerjanski nacistični pozdrav z dvignjeno desnico za uradni pozdrav organizacije VDA.
Na Koroškem je Steinacher vložil še posebne napore, da bi ves tamkajšnji nemško-nacionalni tabor, vključno s političnimi strankami in ljudskimi združenji,  pripeljal na linijo avstrijske nacistične politike, ki je videla Avstrijo v prihodnosti le kot del velikonemškega rajha, in si zagotovil njegovo absolutno podporo.  Avstrija po njegovem mnenju dolgoročno ni bila življenjsko sposobna in se je morala za vsako ceno priključiti Veliki Nemčiji.  „Enotnost v nemškem ljudstvu je naša usmeritev za prihodnost.“ Kmalu so bili mnogi nacisti mnenja, da bi moral Steinacher prevzeti vodenje celotne frakcije NSDAP v Avstriji.

## Steinacherjevo članstvo vNSDAPin sprenevedanje koroških deželnih oblasti
Dokazi o Steinacherjevem članstvu v nacistični stranki:
- avstrijski veleposlanik v Švici je 13. novembra  1935 na avstrijsko zvezno vlado naslovil  dosje , v katerem sporoča, da je  Steinacher postal član NSDAP že leta  1925, da je organiziral tihotapljenje eksplozivnih elementov v Avstrijo,  da od leta 1935 oskrbuje avstrijsko podružnico stranke z denarjem in promovira nacionalsocialiste v raznih mladinskih in športnih združenjih. [20]
- 24. maja  1938, kmalu po Anschlussu,  je Steinacher izpolnil  „Osebni vprašalnik za presojo ustreznosti  obnovitve potekle članske izkaznice in za potrditev članstva v deželi Avstriji“. Izpolnjen vprašalnik je prinesel na lokalni organ stranke, ki je na njegovo lastno pobudo deloval kar na njegovem podedovanem posestvu Miklauzhof  v Žitari vasi.  Na vprašanje o njegovem prvem vstopu v NSDAP je odgovoril : „Maja 1933 v Celovcu.“  [21]  Pod rubriko: „V katerem oddelku NSDAP ste službovali ?“ je Steinacher zapisal : „1934 sem se prijavil na dolžnost v enotah SS na Koroškem“ [22]
- februarja  1939 je Steinacher pri pristojnih lokalnih organih stranke v Berlinu ponovno izpolnil  „Osebni vprašalnik za presojo ustreznosti sprejema v NSDAP“ in ponovno navedel, da je že od leta 1933 prijavljen kot član stranke v njeni podružnici na Koroškem.  Poleg tega je ponovno izpolnil „Prošnjo za obnovitev potekle članske izkaznice“ [23] Birokratska pedantnost je pridobitev ustreznih dokumentov nekoliko zavlekla.
- Pod člansko številko  7.753.917 je bil 1. maja 1940 Steinacher sprejet v lokalno skupino NSDAP Berlin-Zehlendorf.  Obvestilo o sprejemu so mu poslali na fronto, kjer je takrat služil kot vojak Wehrmachta.

Kljub vsem navedenim dokazom je obtožnica, ki jo je vložilo državno tožilstvo v Celovcu leta 1949 proti Steinacherju, ker se ni prostovoljno prijavil v register bivših nacistov ,  padla zaradi uradne odločitve koroške deželne vladne Zl.503/NS/49 :  po njej naj se ne bi bil Steinacher nikoli udinjal za članstvo v NSDAP, nikoli naj ne bi bil pripravil vloge za sprejem v članstvo,  nikoli naj ne bi imel v posesti članske izkaznice ali strankarse knjižice, in naj bi šele na fronti v Murmansku leta 1940 prvič prejel obvestilo o sprejemu v stranko, proti čemur naj bi celo vložil pisni ugovor pri državnem vodstvu NSDAP.

## Novi začetki
V obdobju slabo izvedene povojne denacifikacije na Koroškem, v času pritožb, obsodb in kontroverznosti , vendar tudi v obdobju, ko so se tako imenovani bivši spretno infiltrirali v skoraj vse demokratične avstrijske politične stranke, se je v politično življenje vrnil tudi Steinacher.
Ključna pri tem je bila ustanovitev koroške deželne Zveze neodvisnih (Verband der Unabhängigen), predhodnice kasnejših svobodnjakov (FPÖ in FPK) ,  ki je politično rehabilitirala mnoge bivše naciste in jim ponovno odprla vrata v avstrijsko državno in deželno politiko, predstavljala pa naj bi nekakšno tretjo pot med rdečo (SPÖ) in črno (ÖVP) tradicionalno politiko. Sam Steinacher se je v tem ozračju sicer približal konservativni ÖVP, ki ga je želela v svojih vrstah, da bi jim pomagal v stranko pridobiti člane Zveze domovini zvestih južnih Korošcev (Bund heimattreuer Südkärntner). Paradoks je, da so bili člani te zveze v veliki večini južnokoroški Slovenci, ki pa so sami sebe dojemali za Vindišarje  , se še posebej zagrizeno poistovečali z nemštvom in bili v povojnem času izredno  zagreti za politično promoviranje enojezične, čim bolj nemške Koroške. Zanje je deloval preverjeni nemški nacionalist Steinacher kot magnet.
Z uspešno pridobljenimi glasovi vindišarskih volivcev sta imeli ÖVP in VdU leta 1949 realne možnosti, da Steinacherja ustoličita za deželnega glavarja Koroške.  Zaradi takratne kompleksne politične situacije v Avstriji in zaradi pogovorov, ki sta jih na zvezni ravni vodili največji stranki SPÖ in ÖVP, pa je bil za deželnega glavarja kljub temu izvoljen kompromisni kandidat SPÖ, Ferdinand Wedenig. 
V svojih predvolilnih kampanjah leta 1949 in 1953 je Steinacher še naprej zelo odkrito ponavljal tiste iste populistične  vsebine, ki jih je zastopal že pred 2. svetovno vojno. Tako je razglasil koroško kmetstvo za  „najmočnejši zid pred grozečo nevarnostjo iz vzhoda“,  obtoževal SPÖ, da „ne razume nalog ljudske zaščite“ , še posebej pa se je zavzel pri vprašanju dvojezičnega slovensko-nemškega šolstva, ki je bilo vse do leta 1958 obvezno na vsem uradno dvojezičnem ozemlju Južne Koroške .  Deželnim oblastem je očital, da so z uredbo o dvojezičnem šolstvu „izvedle napad proti pravicam staršev in proti naravnim pravicam posameznika“ .
Steinacher je bil, skupaj z drugimi bivšimi koroškimi nacisti, s tovrstnimi izjavami,  organiziranjem šolskih stavk in razpihovanjem mednacionalnega sovraštva na čelu populističnega gibanja,  ki je do leta 1958 dobesedno prisililo koroško deželno vlado, da je  popustila in razveljavila zakonito uredbo o obveznem dvojezičnem šolstvu na Južnem Koroškem. To je bila prva velika zmaga prenovljenih nacističnih elementov na Koroškem po 2. svetovni vojni, hkrati pa začetek njihovega desetletja trajajočega odločilnega vpliva v koroški deželni politiki in začetek vedno bolj očitnega in agresivnega protislovenskega delovanja ter  omejevanja  jezikovnih in človekovih pravic Koroškim Slovencem.  
Tisk pod vplivom stranke ÖVP je svojega koroškega brambovca Steinacherja dosledno branil in poskušal očistiti vsako sled njegove  „rjave“ (nacistične) preteklosti . Seveda pa so previdno zamolčali njegove izjave, kakršna je  „Zaradi zgodovinske velikodušnosti Führerja in rajh-kanclerja Adolfa Hitlerja na dan 13. marca 1938  (dan avstrijskega Anschlussa) je Koroška zdaj  ponovno v Nemškem Rajhu in kot branik nemškega juga njegov neločljivi del.“
Steinacher je po zaključku politične kariere do smrti živel nepreganjan na svojem posestvu Miklauzhof v Žitari vasi.  Koroška deželna vlada mu je za njegove zasluge podelila tudi posebno pokojnino. 

## Dediščina
Ob posvetitvi  Steinacherjevega  spomenika v  Velikovcu  2. maja  1976 je lokalni duhovnik nagovoril zbrane : „Hans Steinacher živi naprej v naših srcih kot Andreas Hofer (tirolski narodni junak) naše koroške domovine !“  Spomenik so že junija istega leta razstrelili neznani storilci, kar je v občutljivem obdobju po Ortstafelsturmu 1972  izzvalo goreče polemike med takratno deželno vlado Leopolda Wagnerja in zastopniki slovenske narodne skupnosti.
Še vedno pa povsod na Koroškem stoji precej obeležij, ki spominjajo na politično in ideološko zapuščino Dr. Hansa Steinacherja, koroškega brambovca, bivšega nacista in velikonemškega nacionalista. Ena od takih spominskih plošč stoji tudi na najvišjem vrhu Obirja na Južnem Koroškem, Ojstrcu.

## Publikacije
- Sieg in deutscher Nacht: Ein Buch vom Kärntner Freiheitskampf. Wiener Verlag, Wien 1943
- In Kärntens Freiheitskampf. Meine Erinnerungen an Kärntens Ringen um Freiheit und Einheit in den Abwehrkämpfen 1918/19 und um die Volksabstimmung 1920.  Heyn, Klagenfurt 1970, 2. Aufl. 1976. 3-85366-220-X
- Oberschlesien. (= Taschenbuch des Grenz- und Auslanddeutschtums 19) Deutscher Schutzbundverlag E. Runge, Berlin-Lichterfelde 1927
- Volksdeutscher Aktivismus. In: Deutsche Arbeit, Heft 7 (1932), S. 169-173
- Neue Wege. In: Freie Stimme v. 7. Juli 1933
- Ziele und Organisation der Deutschtumsbewegung 1918-1933. Kurzfassung der Referate von H. Steinacher und M.H. Boehme auf der Arbeitstagung des Volkstumsarchivs in Lüneburg vom 10. und 11. September 1959. Lüneburg 1960
- Deutsches Volkstum, deutscher Lebensraum. Führerbriefe für politische Erziehung, 4. Brief, Hanseatische Verlags- Anstalt, Hamburg 1934
- Rede zur Saarbrücker Pfingsttagung des VDA, gehalten in Mainz am 19. Mai 1934, VDA-Wirtschaftsunternehmen, Berlin 1934
- Volkstum jenseits der Grenze. Staat und Volk, Staatsbürger und Volksgenosse.  Reihe: Wir in unserer Zeit, Franckh, Stuttgart 1934
- F. X. Holder (Pseudonym): Dass Kärnten eins und frei bleibe. Kollitsch,Kagenfurt 1960
- Hans-Adolf Jacobsen (Hrsg. ):  Hans Steinacher, Bundesleiter des VDA 1933 - 1937 ; Erinnerungen und Dokumente. (= Schriften des Bundesarchivs Bd. 19) Boldt, Boppard am Rhein 1970 ISBN 3-7646-1545-1

## Spletne povezave
- Karin Gradwohl-Schlacher: Josef Friedrich Perkonig und Hans Steinacher. Zwei Karrieren von der Kärntner Volksabstimmung bis in das Dritte Reich. PDF (abgerufen 12. Feber 2010)